# Landesklinikum Stockerau

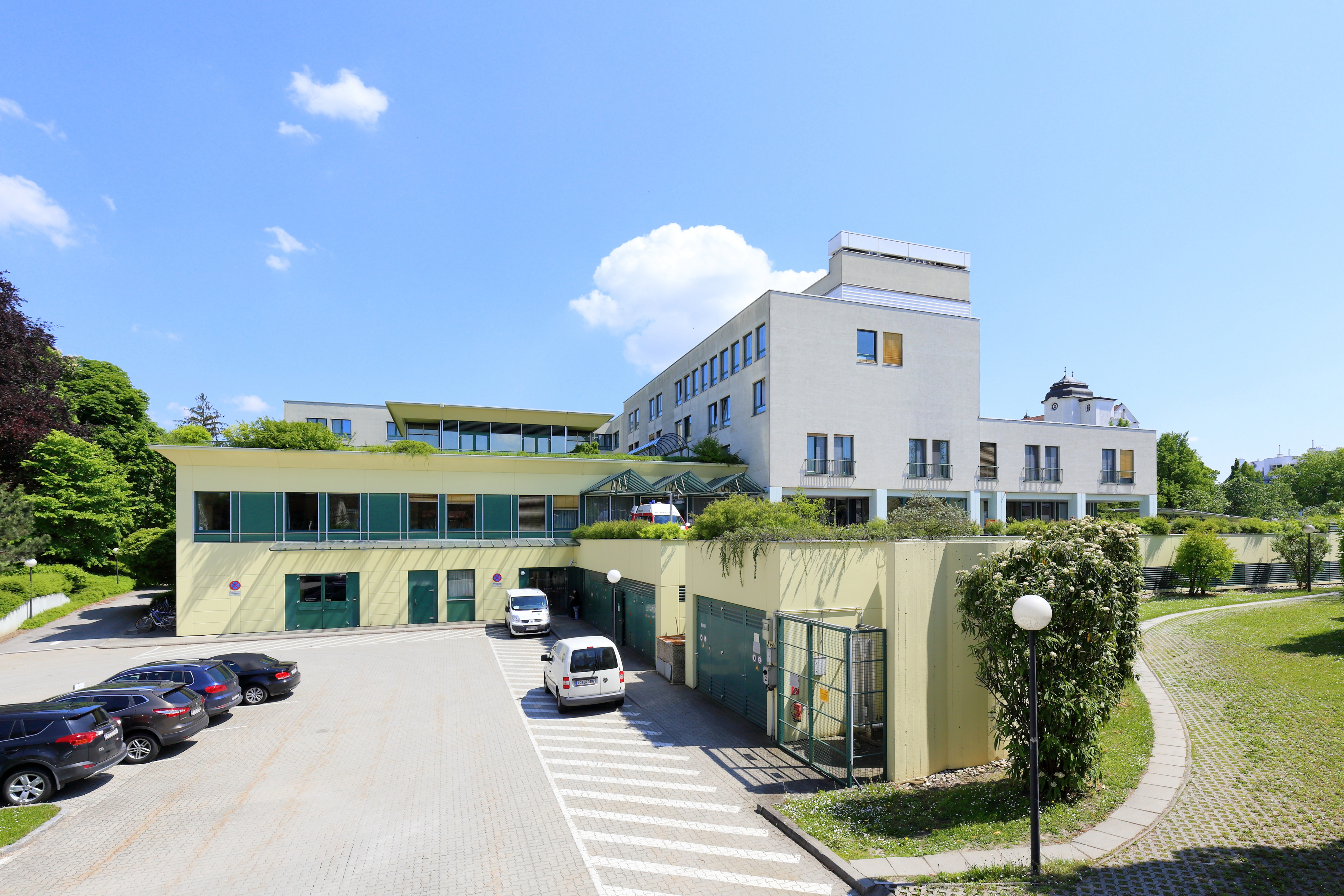
Landesklinikum Stockerau, Landstraße 18 (2016)

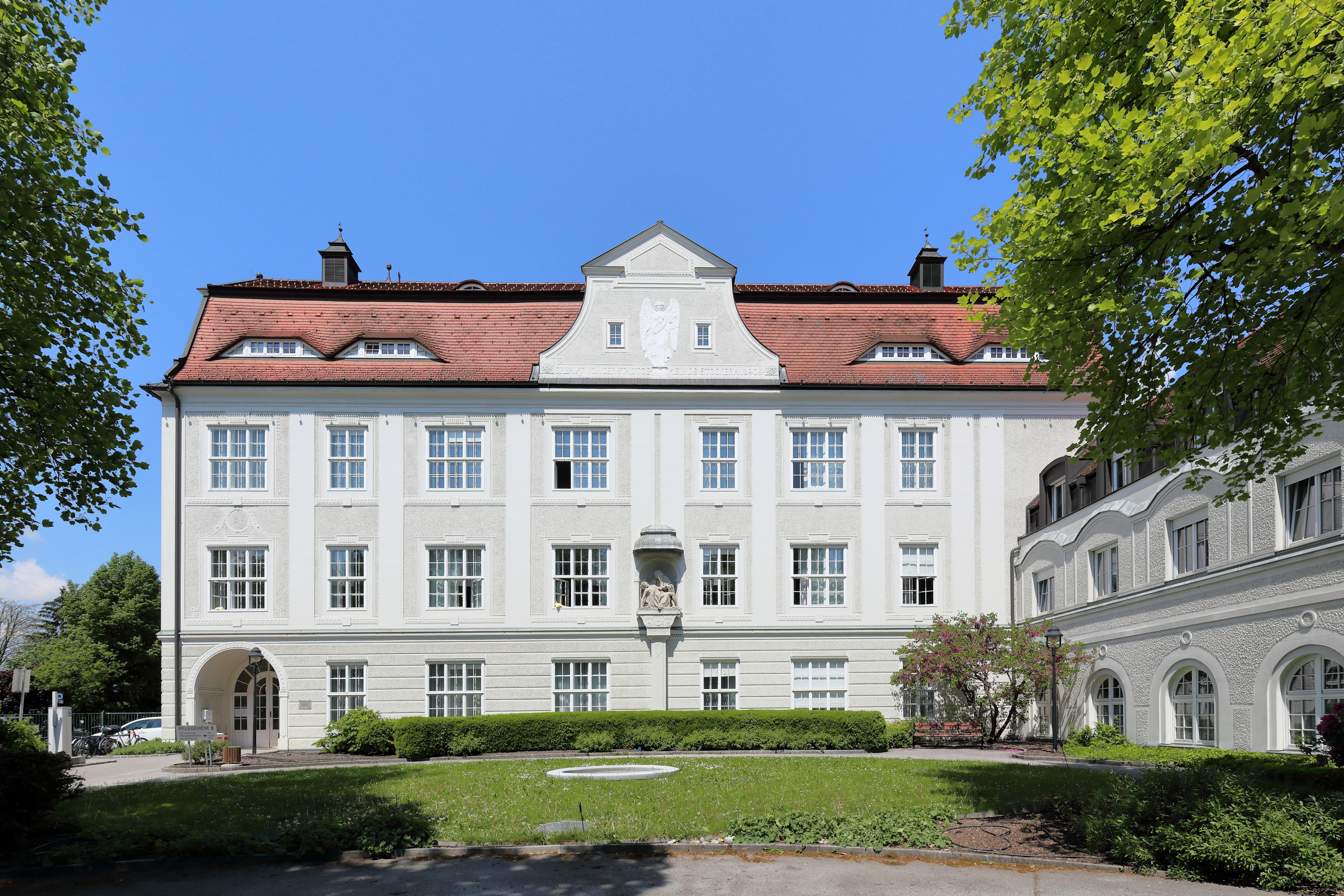
Altes Krankenhaus und jetziges Pflegeheim (ab 1995), Landstraße 16 (2016)

Das Landesklinikum Stockerau ist ein von der Niederösterreichischen Landeskliniken-Holding geführtes Krankenhaus in Stockerau.

## Geschichte
Das erste Spital in Stockerau wird im Jahr 1529 erwähnt und Mitte des 16. Jahrhunderts wurde auf Grund einer Verordnung von Kaiser Ferdinand I. ein Bürgerspital errichtet. Das heutige Spital geht auf die testamentarische Bestimmung zurück, worauf nach dem Tod des Eigentümers Josef Martin Röger im Jahr 1770 das in seinem Besitz stehende Wohnhaus in ein Krankenhaus umgewidmet und von der Gemeinde verwaltet werden sollte. 1780 wurde dieses Krankenhaus zu einem öffentlichen Krankenhaus, was es für jedermann zugänglich machte.
Durch einen am 1. März 1875 geschlossenen Vertrag übernahmen die Schwestern der Kongregation der Töchter des göttlichen Heilands sowohl die Führung als auch die Pflege des Hauses. Wegen Nachwuchsmangels wurden die verbliebenen 14 Schwestern im Jahr 1975 abgezogen.
In den Jahren 1909 und 1910 wurde das Spital um einen zweistöckigen Zubau mit Operationssaal, einen Infektionspavillon, ein Leichenhaus und ein Wirtschaftsgebäude erweitert und die Bettenzahl von 36 auf 72 verdoppelt. Das solcherart erweiterte Krankenhaus erhielt den Namen Kaiser-Franz-Josef-Jubiläums-Krankenhaus.
Eine neuerliche Erweiterung erfolgte in den Jahren 1925 und 1926. Um Platz zu schaffen für Opfer des Zweiten Weltkriegs wurden 1940 im Garten des Krankenhauses drei Baracken aufgestellt.
Nachdem 1954 ein Zubau mit 180 Betten errichtet worden war, wurde zwischen 1969 und 1972 die veraltete Haustechnik saniert und auf den Stand der Zeit gebracht.
Im Jahr 1976 wurde die Errichtung einer Krankenpflegeschule beschlossen. Der erste Jahrgang dieser Schule wurde am 11. Oktober des gleichen Jahres mit 18 Schülern eröffnet.
Nach fünf Jahren der Planung und Errichtung wurde am 22. Februar 1991 das neu errichtete Krankenhaus Stockerau in Betrieb genommen.
Entweder im Februar des Jahres 1999 oder im Oktober des Jahres 2000 wurde der Krankenanstaltenverbund Korneuburg-Stockerau gegründet, der im Jänner 2002 als Körperschaft öffentlichen Rechts in Betrieb ging und ab dem Februar 2003 unter dem Namen Humanis Klinikum NÖ firmierte.
Mit 1. Jänner 2007 erfolgte die Übernahme durch das Land Niederösterreich als Landesklinikum Stockerau.

## Ausstattung
- Abteilungen

1. Medizinische Abteilung: Diabetologie, Innere Medizin
2. Medizinische Abteilung: Rheumatologie, Innere Medizin
- Ambulanzen:

Endoskopische Ambulanz
Erstversorgungsambulanz
Rheumatologische Ambulanz
Stoffwechsel-Ambulanz

## Gesundheits- und Krankenpflegeschule
Die Gesundheits- und Krankenpflegeschule am Landesklinikum Stockerau bietet Ausbildungen in der
- Gesundheits- und Krankenpflege
- Heimhilfe
- Pflegeassistenz (bis 2016: Pflegehilfe)
- Pflegefachassistenz

sowie Nostrifikationen und die Schulung der sogenannten Unterstützung in der Basisversorgung (UBV).